# Chiaki Minamiyama
Chiaki Minamiyama (jap. 南山 千明, Minamiyama Chiaki; * 16. Oktober 1985 in Ichikawa) ist eine japanische Fußballspielerin.

## Karriere

### Verein
Sie begann ihre Karriere bei Nippon TV Beleza, wo sie von 2003 bis 2010 spielte. 2011 folgte dann der Wechsel zu INAC Kōbe Leonessa. 2017 folgte dann der Wechsel zu Hwacheon KSPO.

### Nationalmannschaft
Minamiyama absolvierte ihr erstes Länderspiel für die japanischen Nationalmannschaft am 8. Mai 2010 gegen Mexiko. Insgesamt bestritt sie vier Länderspiele für Japan.

## Errungene Titel

### Mit Vereinen
- Nihon Joshi Soccer League: 2005, 2006, 2007, 2008, 2010, 2011, 2012, 2013